# Рокест
Рокест (Rocesthes; 320 – 369) е вожд на вестготите от династията на Балтите.
Рокест вероятно е син на Аорих, основоположникът на династията, и баща на крал Аларих I, който успява да обедини всичките вестготи.